# Macrogomphus decemlineatus
Macrogomphus decemlineatus är en trollsländeart som först beskrevs av Selys 1878.  Macrogomphus decemlineatus ingår i släktet Macrogomphus och familjen flodtrollsländor. IUCN kategoriserar arten globalt som otillräckligt studerad. Inga underarter finns listade i Catalogue of Life.